# Lemaireocereus hollianus
Lemaireocereus hollianus ist eine Pflanzenart aus der Gattung Lemaireocereus in der Familie der Kakteengewächse (Cactaceae). Die Bedeutung des Artepithetons hollianus ist unbekannt.

## Beschreibung
Lemaireocereus hollianus wächst einzeln oder sich von der Basis her verzweigend mit säulenförmigen, graugrünen Trieben und erreicht bei Durchmessern von 5 bis 7 Zentimeter Wuchshöhen von 4 bis 5 Meter. Es sind acht bis 14 Rippen vorhanden. Die drei bis fünf, an ihrer Basis erweiterten Mitteldornen sind anfangs rötlich und werden später grau oder schwarz. Sie sind 3 bis 10 Zentimeter lang. Die längsten von ihnen sind abwärts gerichtet. Die ungleich langen, zwölf bis 14 rötlichen Randdornen vergrauen und erreichen Längen von 1 bis 3 Zentimeter.
Die breit röhrenförmigen oder glockenförmigen Blüten erscheinen in der Nähe der Triebspitzen und öffnen sich am Tag. Sie sind 7 bis 10 Zentimeter lang und weisen einen Durchmesser von 3 bis 3,5 Zentimeter auf. Ihr Perikarpell und die Blütenröhre sind mit kleinen, dreieckigen Schuppen sowie weißer Wolle und dornenartigen Haaren besetzt. Die eiförmigen Früchte sind rötlich und 6 bis 8 Zentimeter lang. Sie sind mit Dornen und weißen Haaren besetzt und enthalten ein purpurfarbenes Fruchtfleisch.

## Verbreitung, Systematik und Gefährdung
Lemaireocereus hollianus ist in den mexikanischen Bundesstaaten Oaxaca und Puebla in Höhenlagen von 1.500 bis 1.800 m verbreitet.
Die Erstbeschreibung als Cereus hollianus erfolgte 1896 durch John Merle Coulter. Nathaniel Lord Britton und Joseph Nelson Rose stellten die Art 1909 in die Gattung Lemaireocereus.  Ein weiteres nomenklatorisches Synonym ist Pachycereus hollianus (F.A.C.Weber ex J.M.Coult.) Buxb. (1961).
In der Roten Liste gefährdeter Arten der IUCN wird die Art als „Least Concern (LC)“, d. h. als nicht gefährdet geführt.

## Nachweise